# Torfavan
Torfavan (in armeno Տորֆավան?, in passato Kamishlu) è un comune dell'Armenia di 526 abitanti (2009) della provincia di Gegharkunik.